# Station Saint-Mammès
Station Saint-Mammès is een spoorwegstation aan de spoorlijn Paris-Gare-de-Lyon - Marseille. Het ligt in de Franse gemeente Saint-Mammès in het departement Seine-et-Marne (Île-de-France).

## Geschiedenis
Het station werd op 3 januari 1849 geopend door de Compagnie des chemins de fer de Paris à Lyon et à la Méditerranée bij de opening van de sectie Melun - Montereau. Sinds zijn oprichting is het station eigendom van de Société nationale des chemins de fer français (SNCF).

## Ligging
Het station ligt op kilometerpunt 68,130 van de spoorlijn Paris-Gare-de-Lyon - Marseille.

## Diensten
Het station wordt aangedaan door treinen van Transilien lijn R, die rijden tussen Paris-Gare de Lyon en Montereau via Melun en Moret - Veneux-les-Sablons. Ook doen treinen van TER Bourgogne tussen Paris-Gare de Lyon en Laroche-Migennes het station aan.

## Vorig en volgend station
| Richting           | Vorig station              | Lijn    | Volgend station | Richting  |
| ------------------ | -------------------------- | ------- | --------------- | --------- |
| Paris-Gare de Lyon | Moret - Veneux-les-Sablons | Trans R | Montereau       | Montereau |